# Philodicus swynnertoni
Philodicus swynnertoni är en tvåvingeart som beskrevs av Hobby 1933. Philodicus swynnertoni ingår i släktet Philodicus och familjen rovflugor. Inga underarter finns listade i Catalogue of Life.